# カシラエビ
カシラエビは、カシラエビ綱に分類される甲殻類の総称、またはそのうちの短脚目ハッチンソニエラ科に分類される1種 Sandersiella acuminata の和名である。本項目は後者について扱う。

## 特徴
体長は尾叉を除いて2.4mm。体は頭部と20の体節からなるが、外見的には二つに分かれ、頭部は幅広くて馬蹄形、そこから続く胸部の第7胸節までは同程度に幅広い。胸部の第8，9節で急に幅が狭くなり、それ以降の腹節と尾節は細長い尾状になる。この第8及び第9胸節とそれ以降の腹節の背板はその両端に三角状に突き出し、やや後ろに曲がった側板を持っている。この部分は棘状ではない。体の最後端の尾節からはその節とそれより前の腹節2節を合わせたより長い程度の尾叉が1対出ており、その先端からは束になった4本の刺毛が伸びる。最長の刺毛は尾叉の長さの3倍になる。

## 分布と生息環境
浅い泥の海底に住む。日本の瀬戸内海(向島、燧灘、備後灘)及び有明海に分布し、水深2-20mの泥底に生息する。
ただしその生息環境は失われつつあるとの危惧がある。発見時より1980年代までは瀬戸内海や有明海から採集記録があったが、その後しばらく途絶え、特にタイプ産地からは1970年代以降に記録がない。有明海の湾奥に広く分布することがわかってはいるが、各地で元来より個体数が少ないものでもあるようで、また環境の変化で影響を受け、絶滅する可能性も考えられる。日本ベントス学会編(2012)では本種を準絶滅危惧種としている。

## 習性など
泥底の表面を泳ぎ、泥の中の微少な有機物を餌としている。

## 分類
本属には世界に4種が知られ、日本では本種の他に深海性の種が1種知られる。

## 経緯
最初の発見は1963年で、菊池泰二が熊本県天草郡苓北町富岡にある九州大学天草臨海実験所の近くのアマモ場(水深2m)で発見し、これを椎野季雄が新属新種として記載した。